# Lovasság

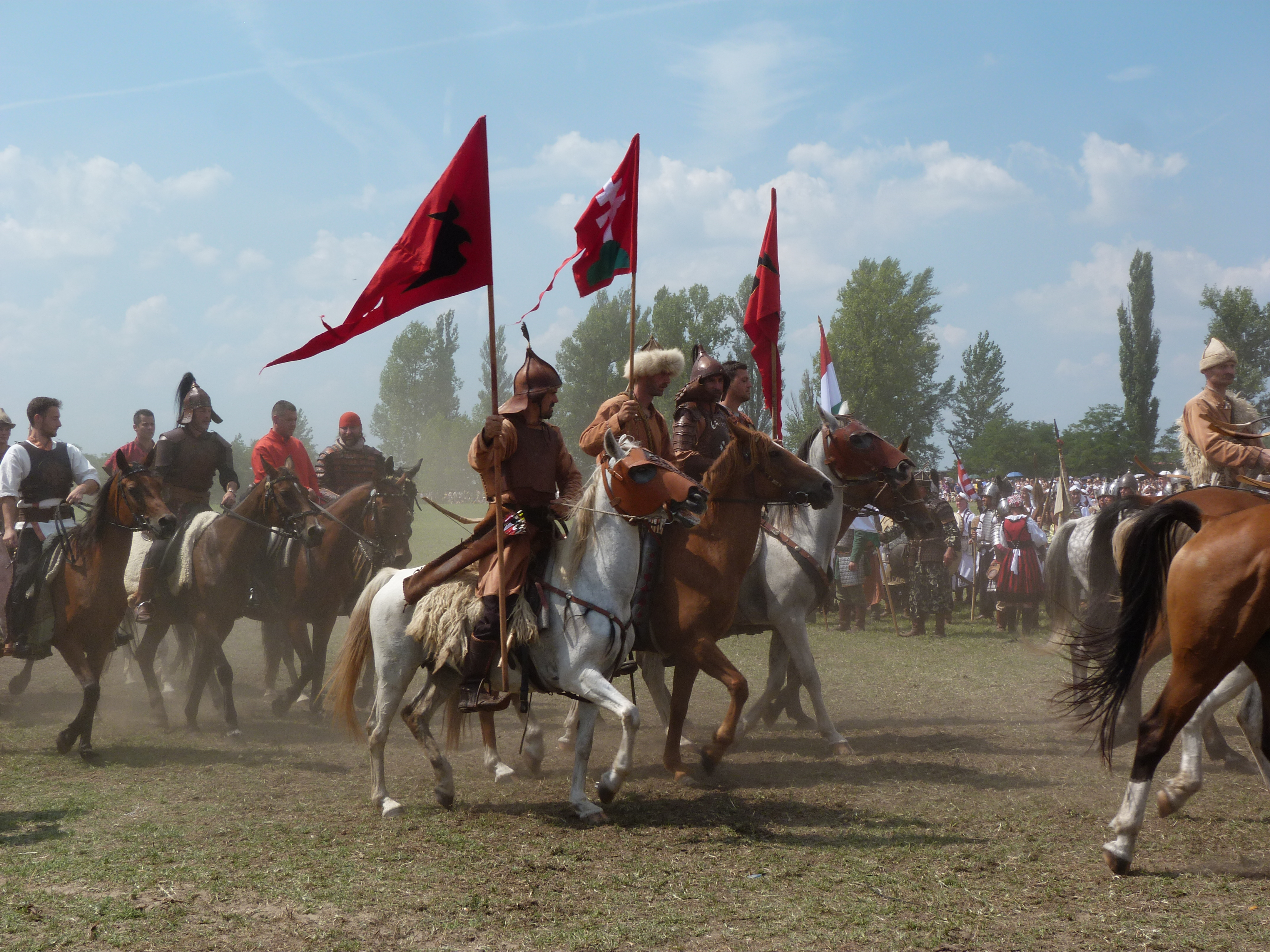
Lovasság – Bugac, 2014

A lovasság lovon mozgó, lóhátról főleg szálfegyverekkel (kard, lándzsa, dzsida) harcoló haderő elnevezése, amely korábban minden nagy hadsereg fontos része volt. Összevont katonai alakulatok részeként a fő feladata volt az ellenség felderítése, megfigyelése, a róla való híradás, a saját csapatok mozgásának a fedezése, a megvert ellenség üldözése és demoralizálása, a gyenge pontokra mért váratlan csapás, a védtelen szárnyak megkerülése és az áttörés végrehajtása.

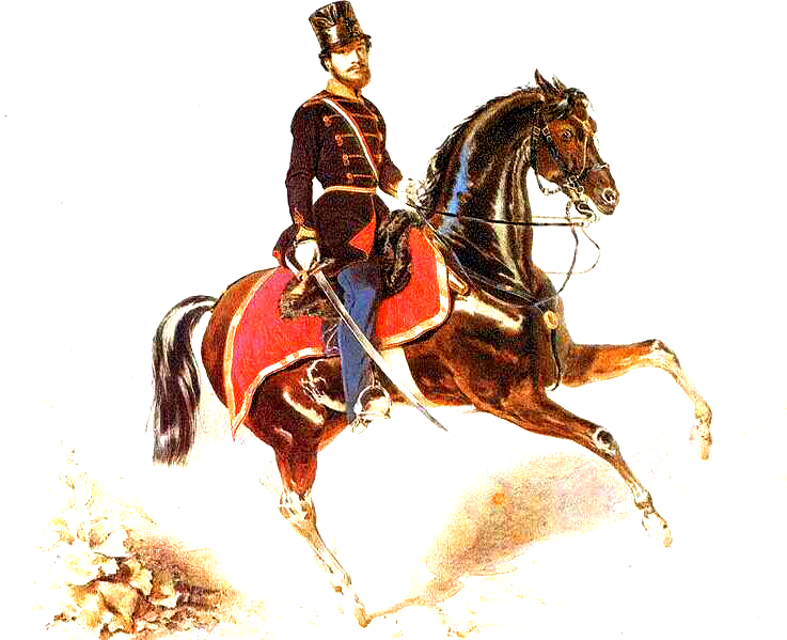
Magyar huszár az 1848–49-es szabadságharcban

Nagyobb mértékben először az asszír hadseregben alkalmazták a lovasságot (I. e. 9. század). 

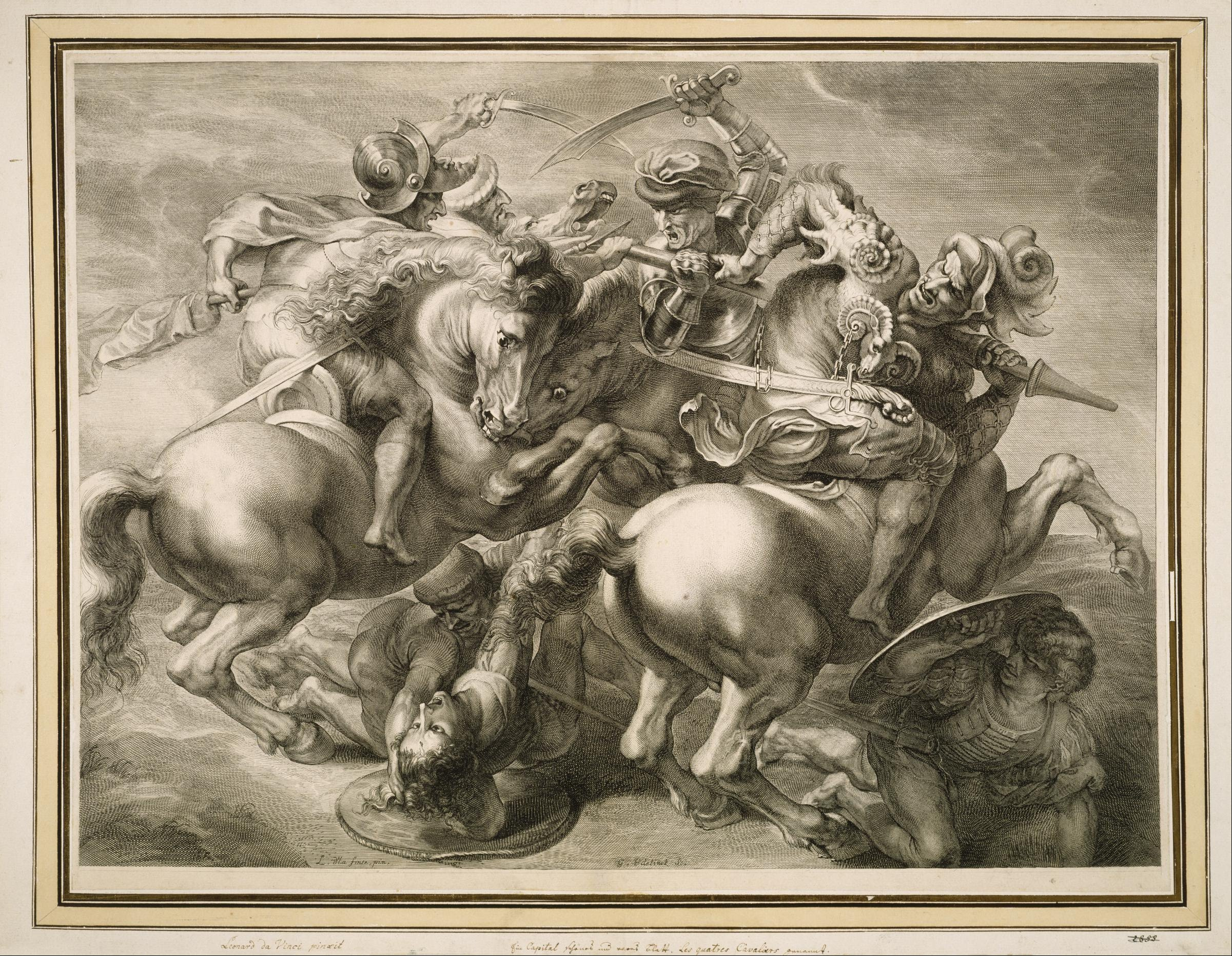
Gérard Edelinck: Négy lovas csatája (Anghiari csata), metszet, 1657/1666

Az ókori társadalmakban a lovasság másodlagos fegyvernem maradt. A sztyeppei nomád népek (hunok, ősmagyarok, kunok, mongolok stb.) fő fegyverneme a könnyűlovasság volt. Harcmódjuk jellegzetes eleme volt a lovasíjászat. A középkorban a feudális társadalmak csaknem kizárólagos fegyverneme a páncélos nehézlovasság volt, amely közelharcban elsöprő erőt képviselt, azonban manőverezésre alkalmatlan volt. A lőfegyverek terjedésével a lovasság szerepe háttérbe szorult, páncélzata csökkent, távolsági fegyvereket kapott és ismét megjelent a nagy manőverező képességű könnyűlovasság (huszárok, ulánusok stb.) A 19. század második felében, főként az ismétlőfegyverek és a géppuskák bevezetése következtében a lovasság fontossága és használhatósága nagy mértékben csökkent. Feladata egyre inkább már csak a felderítés, üldözés, ellenséges lovasság elleni harc volt.
Az első világháború idejére a gyorstüzelő kézifegyverekkel felszerelt és védővonalba beásott ellenség elleni lovasroham az öngyilkossággal ért fel. A lovassági alakulatok végül lovaikat páncélozott harcjárművekkel cserélték fel és a „gépesített lovasság” vagy „páncélozott lovasság” nevet kezdték el használni, de végül ezt az elnevezést is elhagyták. Az első világháborúban csak különleges esetekben, alkalmi fegyvernemként használták a lovasságot. Az 1950-es években már egyik korszerű hadseregben sem alkalmaztak lovasságot.

## Lásd még
- Könnyűlovasság
- Nehézlovasság
- Huszár